# Edmundo Vargas
Daniel Edmundo Vargas Carreño (Viña del Mar, 22 de abril de 1937) es un jurista, diplomático, académico, consultor y político democratacristiano chileno.
Embajador de su país en Argentina, Costa Rica y ante la Organización de Estados Americanos durante los años '90. En la actualidad se desempeña como profesor titular de Derecho Internacional en la Facultad de Derecho de la Universidad de Chile. Fue director del Departamento de Derecho Internacional de la referida facultad hasta 2018.

## Familia y formación
Es hijo del médico Edmundo Vargas Raposo y de Nieves Carreño Aldunate. Casado en 1962 con María Sofía Varela Carvallo, es padre de tres hijos: Juan Edmundo, Francisco Javier y Alonso Vargas.  
Estudió derecho en la Universidad Católica de Valparaíso, obtenieniendo distinción máxima en su examen de grado. Luego realizó, durante el año académico 1961-1962, un posgrado en el Instituto de Derecho y Política Internacional de la Universidad de Estudios Sociales de Roma, en Italia.

## Actividad laboral y académica
Fue asesor jurídico (cargo equivalente al del actual director) del Ministerio de Relaciones Exteriores entre 1966 y 1970 y director de la Academia Diplomática entre 1966 y 1968. Durante esos años tuvo una especial responsabilidad en la negociación de ciertos temas que posteriormente llegaron a ser importantes instrumentos internacionales, entre ellos el Derecho de los Tratados, el Derecho del Mar y convenciones sobre Derechos Humanos. Posteriormente se desempeñó entre 1977 y 1990 como Secretario Ejecutivo de la Comisión Interamericana de Derechos Humanos de la Organización de Estados Americanos (OEA).
En 1990 fue designado Subsecretario de Relaciones Exteriores por el presidente Patricio Aylwin. Durante ese período le correspondió participar activamente en la reinserción de Chile en la comunidad internacional, especialmente en materias como la incorporación de Chile a instrumentos de Derechos Humanos y a temas relativos a desarme. Además, desde ese cargo contribuyó a solucionar controversias pendientes con Argentina, Estados Unidos de América y Perú. 
En 1993 le fue encomendada la representación de su país en Argentina. Con posterioridad fue embajador de Chile en Costa Rica y representante permanente de su país ante la OEA. En esta última le correspondió presidir la Comisión de Asuntos Jurídicos y Políticos y la Comisión de Probidad y Ética Cívica, de la que surgió el primer instrumento internacional para combatir la corrupción. 
Entre el año 2001 y 2007 fue Secretario General del Organismo para la Proscripción de las Armas Nucleares en América Latina (OPANAL), con sede en México. Durante esos años todos los países de América Latina, sin excepción, llegaron a ser parte del Tratado de Tlatelolco que establece la plena desnuclearización militar de la región.
En 2007 es elegido miembro a la Comisión de Derecho Internacional, órgano de Naciones Unidas encargado de la codificación y el desarrollo progresivo del derecho internacional. Al año siguiente es elegido por sus pares para presidir dicha Comisión por el período 2008-2009.
En el ámbito académico, ha sido profesor de derecho internacional en la Universidad Católica de Valparaíso (1963-1966), Universidad Católica de Chile (1967-1975) y de la Universidad de Chile (1970-1975, 2007-a la fecha). Actualmente es profesor titular de Derecho Internacional Público en la Facultad de Derecho de la Universidad de Chile.  
También es autor de numerosas publicaciones y ha sido profesor invitado y conferencista en diferentes universidades de América Latina, Estados Unidos y Europa.
En noviembre de 2016 recibió el grado de Doctor honoris causa de la Universidad de Buenos Aires por su contribución al derecho internacional.